# Atolmis flavicollis
Atolmis flavicollis là một loài bướm đêm thuộc phân họ Arctiinae, họ Erebidae.